# Karel Vítězslav Mašek
Karel Vítězslav Mašek est un peintre, architecte et affichiste tchécoslovaque né en 1865 à Komořany et mort en 1927 à Prague.

## Biographie

### Formation

#### Prague
Mašek commence sa formation artistique comme étudiant à l'Académie des beaux-arts de Prague sous František Čermák et Antonín Lhota de 1883 à 1884,. Il a été élève de l'École supérieure de technologie de Prague où il s'est consacré à l'étude de l'architecture pendant un an,.

#### Munich

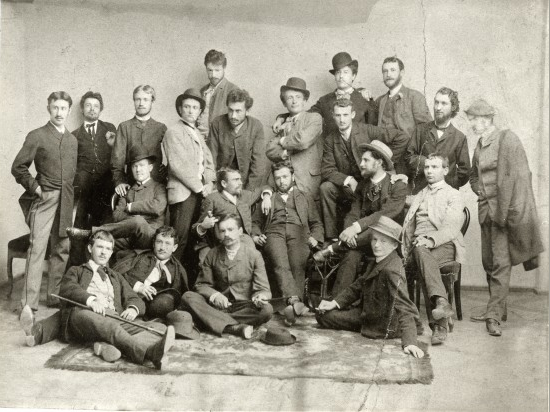
Étudiants de l'Académie de Munich en 1886. Mašek est assis au rang du milieu, tout à droite, il pose sa main sur l'épaule de Mucha qui est de profil.

Mašek arrive à Munich dans un contexte où de nombreux artistes tchèques s'y rendent, attirés par le mécénat royal dont bénéficie l'Académie des beaux-arts. De 1884 à 1886, il étudie donc dans cette académie avec Johann Caspar Herterich et Alexander von Wagner, ce qui fut pour lui l'occasion de retrouver ses amis Alfons Mucha et Luděk Marold,. En 1885, il cofonde l'association Škreta, dont le nom fait référence au peintre Karel Škreta. Cette association regroupe d'autres artistes tchèques à Munich comme Alfons Mucha, Luděk Marold et Joža Uprka.

#### Paris
Après une pause d'un an, il suit Mucha à Paris et intègre avec lui l'Académie Julian de 1887 à 1888,,. À Paris, il devient un disciple de Georges Seurat et applique les couleurs de manière fragmentée comme le font d'autres peintres symbolistes à l'époque tels qu'Alphonse Osbert, Henri Martin ou Gustave Klimt,.

## Carrière

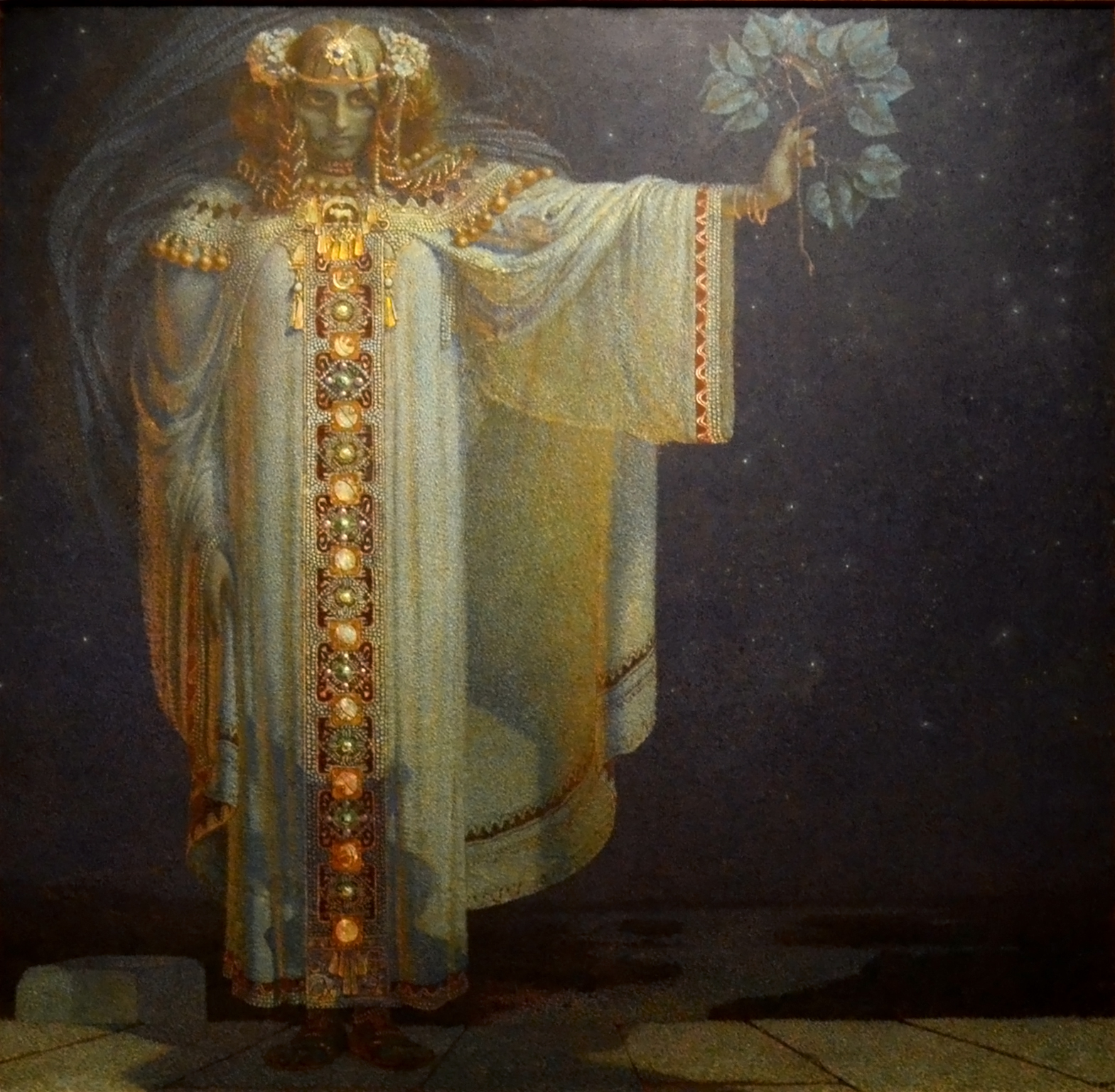
Karel Vítězslav Mašek, La prophétesse Libuse, c. 1893, huile sur toile, 193 x 193 cm, Paris, Musée d'Orsay.

Festival du printemps, peinture de Karel Vítězslav Mašek réalisée en 1889 conservée à la Galerie nationale de Prague.

En 1893 il peint La prophétesse Libuse. Cette toile est marquée par son passage à Paris. On reconnaît en effet une tonalité bleue proche d'Osbert, ainsi qu'une manière d'appliquer la couleur qui rompt avec l'académisme des débuts et est à rapprocher de Seurat. Cette toile représentant la princesse tchèque mythique est le chef-d'œuvre de Mašek et s'inscrit dans un contexte d'émergence d'art nationaliste alors que la Bohème fait encore partie de l'empire austro-hongrois. 
À partir de 1894, il expose à Dresde et à Munich.
De retour à Prague, il fait carrière comme architecte et décorateur d’architecture. Il décore notamment la caisse d'épargne de Prague en 1895 puis le bureau de poste principal de Prague (Česká pošta) en 1898,. Cette même année, il devient professeur à l'École des Art décoratifs de Prague et remporte le premier prix pour une affiche pour l'Exposition d'architecture et d'ingénierie,.

En 1901, il construit sa propre maison, la villa Maška. Passionné par l'ornement architectural, il publie Étude de l'ornement en 1903.

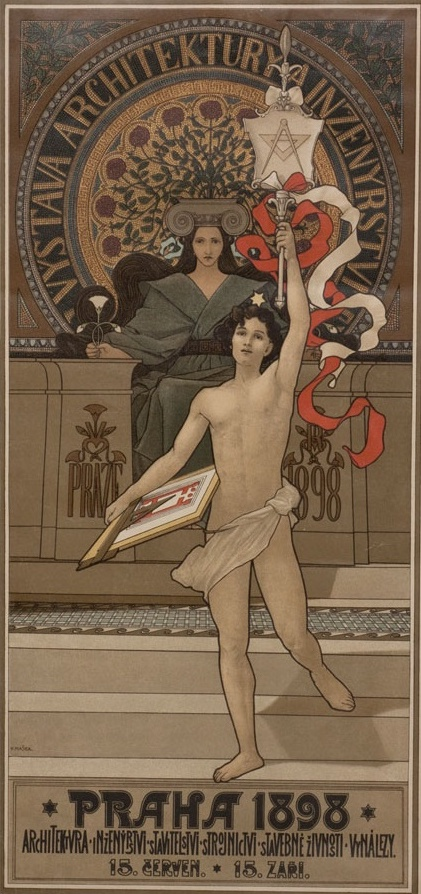
Karel Vítězslav Mašek, Affiche de l'Exposition d'architecture et d'ingénierie, 1898, Prague.
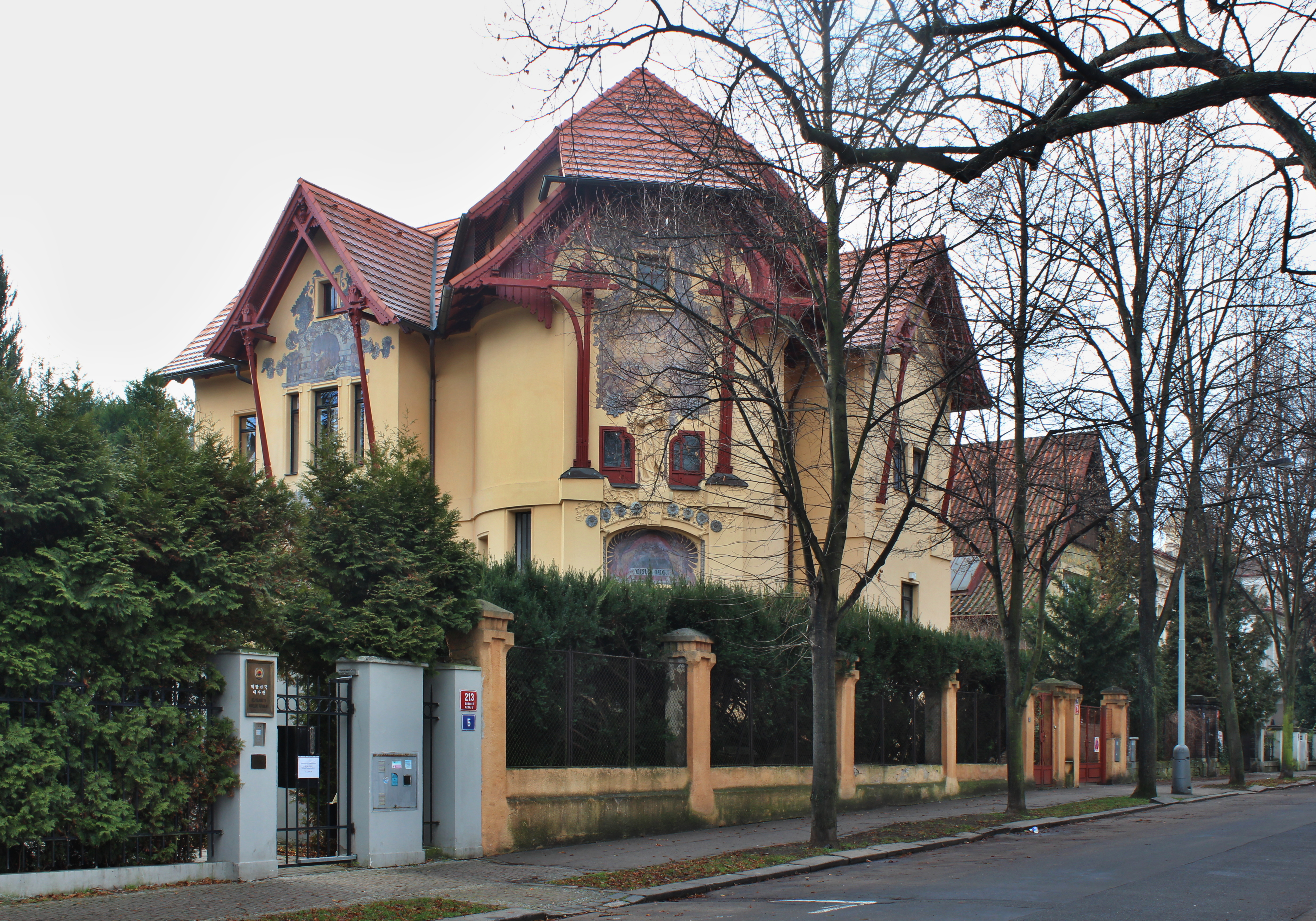
Karel Vítězslav Mašek, villa Maška, 1901, Prague.
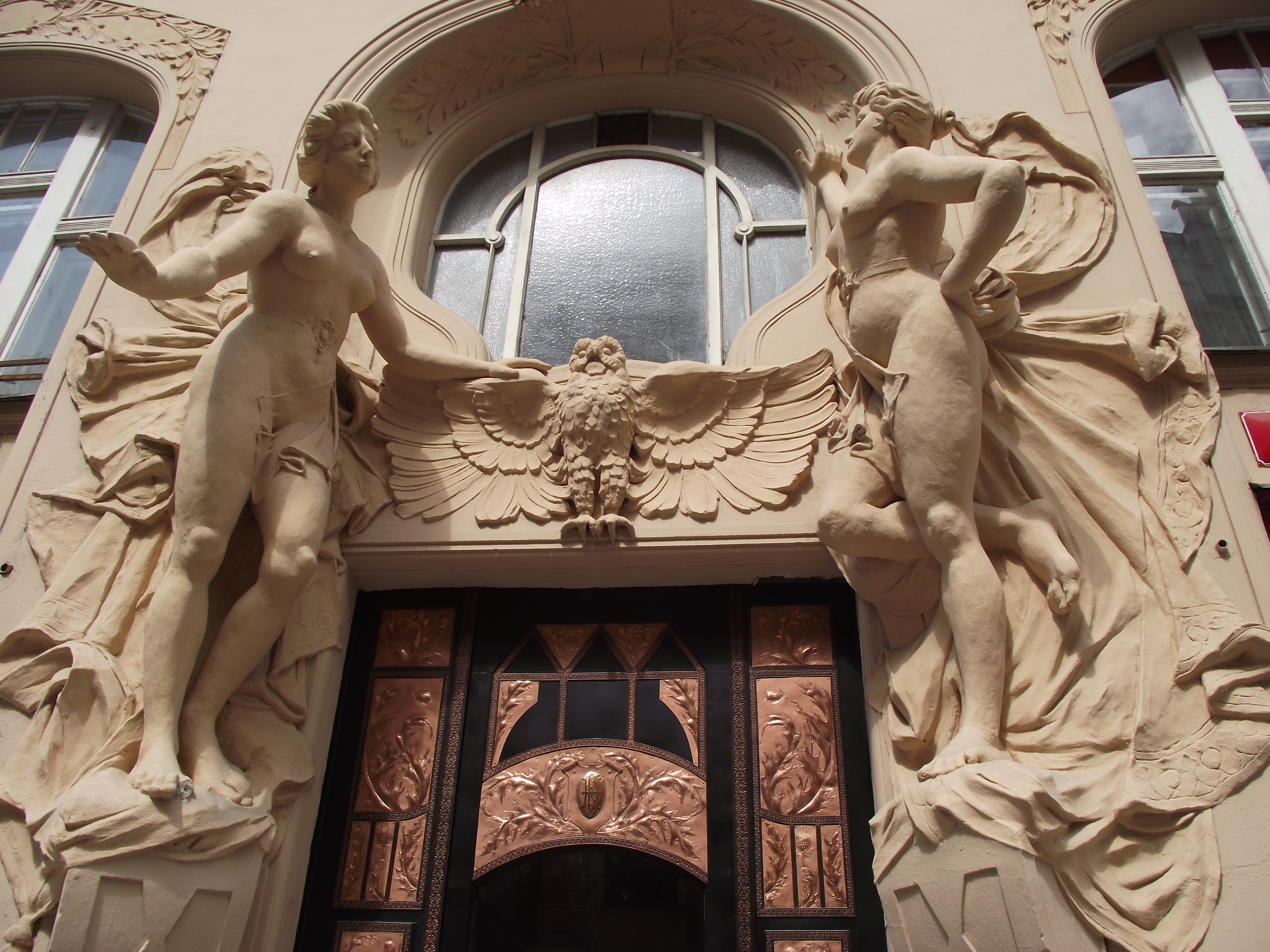
Karel Vítězslav Mašek, appartements Mašek, 1908, Prague.
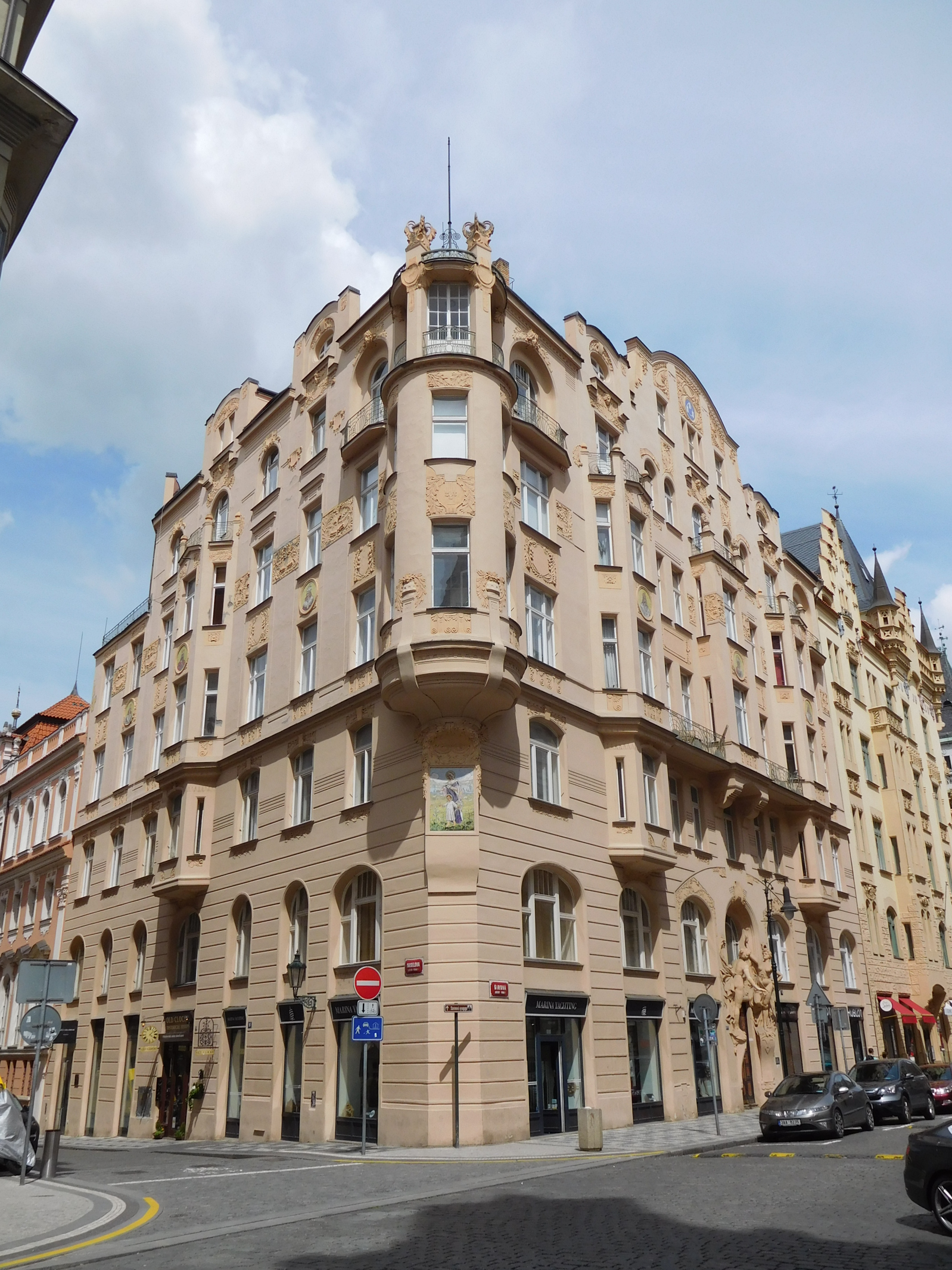
Karel Vítězslav Mašek, appartements Mašek, 1908, Prague.

### Monographie
- (cs) Karolina Fabelova, Karel Vitezslav Masek, Prague, Patrik Simon Eminent, 2002 (ISBN 80-902568-4-8)

### Ouvrages
- Lucio Felici, Encyclopédie de l'Art, Paris, Librairie générale française, 1991 (ISBN 978-2-253-13025-3), p. 646
- (en) Prague 1900 : Poetry and ecstasy, Amsterdam, Musée Van Gogh, 1999 (ISBN 90-400-9391-1)
- Bernard Michel, Prague, Belle Époque, Paris, Flammarion, 2008, 497 p. (ISBN 978-2-08-123591-5, lire en ligne)
- Georges Pillement, « Peinture, Gravure, Sculpture », dans Jean Cassou, Encyclopédie du Symbolisme, Paris, Somogy, 1979 (ISBN 2-85056-129-0), p. 103
- Rodolphe Rapetti, Le Symbolisme, Paris, Flammarion, 2016, 397 p. (ISBN 978-2-08-138871-0), p. 155